# جاهلية
الجاهلية مصطلح إسلامي ورد في السور المدنية في القرآن الكريم، يشير إلى حياة الأمم قبل الإسلام، ويربطها بجهل تلك الأمم من الناحية الدينية، وهي إشارة ليست خاصة بالعرب، بل تشمل جميع الشعوب قبل بعثة النبي محمد ﷺ. وهي في العادة وصف للحِقْبة التي سبقَت الإسلام بـ 250 عام أو 200 عام، أي في الحِقْبة التقريبية 360 -610 م.، وأرجع بعضُ الباحثين بدايتها إلى القرن 3 الميلادي، ويحدِّد الجاحظ مرحلة الجاهلية بين 150 عامًا أو 200 عام قبل الإسلام: «فإذا استظهرنا الشعر وجدنا له إلى أن جاء الله بالإسلام مئة وخمسين عامًا، وإذا استظهرنا له بغاية الاستظهار فمئتي عام».

## الدلالة الدينية
ورد مصطلح الجاهلية في النص القرآني ﴿ثُمَّ أَنزَلَ عَلَيْكُم مِّن بَعْدِ الْغَمِّ أَمَنَةً نُّعَاسًا يَغْشَى طَآئِفَةً مِّنكُمْ وَطَآئِفَةٌ قَدْ أَهَمَّتْهُمْ أَنفُسُهُمْ يَظُنُّونَ بِاللّهِ غَيْرَ الْحَقِّ ظَنَّ الْجَاهِلِيَّةِ يَقُولُونَ هَل لَّنَا مِنَ الأَمْرِ مِن شَيْءٍ قُلْ إِنَّ الأَمْرَ كُلَّهُ لِلَّهِ يُخْفُونَ فِي أَنفُسِهِم مَّا لاَ يُبْدُونَ لَكَ يَقُولُونَ لَوْ كَانَ لَنَا مِنَ الأَمْرِ شَيْءٌ مَّا قُتِلْنَا هَاهُنَا قُل لَّوْ كُنتُمْ فِي بُيُوتِكُمْ لَبَرَزَ الَّذِينَ كُتِبَ عَلَيْهِمُ الْقَتْلُ إِلَى مَضَاجِعِهِمْ وَلِيَبْتَلِيَ اللّهُ مَا فِي صُدُورِكُمْ وَلِيُمَحَّصَ مَا فِي قُلُوبِكُمْ وَاللّهُ عَلِيمٌ بِذَاتِ الصُّدُورِ﴾ [آل عمران:154] و ﴿أَفَحُكْمَ الْجَاهِلِيَّةِ يَبْغُونَ وَمَنْ أَحْسَنُ مِنَ اللّهِ حُكْمًا لِّقَوْمٍ يُوقِنُونَ﴾ [المائدة:50] و "﴿وَقَرْنَ فِي بُيُوتِكُنَّ وَلَا تَبَرَّجْنَ تَبَرُّجَ الْجَاهِلِيَّةِ الْأُولَى وَأَقِمْنَ الصَّلَاةَ وَآَتِينَ الزَّكَاةَ وَأَطِعْنَ اللَّهَ وَرَسُولَهُ إِنَّمَا يُرِيدُ اللَّهُ لِيُذْهِبَ عَنْكُمُ الرِّجْسَ أَهْلَ الْبَيْتِ وَيُطَهِّرَكُمْ تَطْهِيرًا﴾ [الأحزاب:33] و﴿إِذْ جَعَلَ الَّذِينَ كَفَرُوا فِي قُلُوبِهِمُ الْحَمِيَّةَ حَمِيَّةَ الْجَاهِلِيَّةِ فَأَنْزَلَ اللَّهُ سَكِينَتَهُ عَلَى رَسُولِهِ وَعَلَى الْمُؤْمِنِينَ وَأَلْزَمَهُمْ كَلِمَةَ التَّقْوَى وَكَانُوا أَحَقَّ بِهَا وَأَهْلَهَا وَكَانَ اللَّهُ بِكُلِّ شَيْءٍ عَلِيمًا﴾ [الفتح:26].

## الدلالة التاريخية
يطلق اصطلاح العصر الجاهلي على حال الأمم قبل الإسلام تمييزاً وتفريقاً مع العصر بعد البعثة النبوية وظهور الإسلام. فلقد كان الناس في بلاد فارس يعبدون النار، وكان أهل اليمن يعبدون النجوم الأوثان ويقدمون لها القرابين، وانحرفت اليهودية في الحجاز كما انحرفت النصرانية في الشام والحبشة، وغيرها من الأديان والملل المتفرقة هنا وهناك. وكان يسود الحكم القسري المطلق، حتى جاء الرسول محمد برسالة الإسلام لينتشل الأمم من هذه الحالة، فراسل ملوك الحبشة وفارس والروم، ودعاهم إلى دين الله؛ ليحررهم من عبادة العباد إلى عبادة رب العباد، ومن جور الأديان إلى عدل الإسلام.

## حال الأمم في الجاهلية

### اجتماعيًا
كانت الحياة الاجتماعية تختلف من بلد إلى اخر، فقد ترسخت العبودية في بلاد فارس من خلال تأليه الحاكم، وكان المجتمع الفارسي مقسما إلى سبع طبقات، كانت أدناها طبقة عامة الشعب، ولم تكن لهم أية حقوق على الإطلاق، حتى إن الجنود كانوا يربطون بالسلاسل في المعارك. وقد كان بعض أهل فارس يبيحون الزواج من داخل الأسرة، مدعين أنه تقليد ديني إلزامي، وعلاوة على ذلك ادعى الكهنة أن الزواج بين المحارم ينتج أقوى الذكور، وإناثا ذوات خصال حميدة، ويأتي بأكبر عدد من الأطفال، وأنها محمية لنقاء الجنس.
وكان أهل مصر أيضا يقدمون الفتيات قرابين للنهر، خوفا من فيضانه وغضبه (والقربان عموما هو أحياناً معادن أو حيوان أو إنسان، يقدم عادة للقوى التي يعتقد البشر بأنها تتدخل في حياتهم، وذلك خوفا أو حبا، وتكون في أوقات محددة، قد تكون دورية، أو لحدث بعينه، وعادة ما يرتبط تقديم القرابين بطقوس أخرى، يجري شعائرها وفق ترتيبات معينة كاهن أو كاهنة، كما يمكن لأي شخص أن يقوم بذلك وفقا لاختلاف العقائد والأحوال).
وكان زواج الاخوة معمولا به في مصر، واشتهر عن الفراعنة أنهم يبيحون زواج الأخ من أخته، وكانت كثير من ملكات مصر كالملكة نفرتيتي، قد تزوجن بإخوتهن، واستمر ذلك إلى عهد البطالمة (خلفاء الإسكندر المقدوني الذين حكموا مصر من عاصمتهم الإسكندرية التي بناها الإسكندر في القرن الرابع قبل الميلاد إلى العهد الروماني في حكم الملكة كليوباترا) وقد ذكر «ديودور الصقلي» وهو أشهر عشابي اليونان، والذي عاش في الإسكندرية، أن زواج الأخ من أخته كان مستمرا في مصر في عهد البطالمة.
وكانت بلاد الروم من أشد المجتمعات انحطاطا وقذارة، فكانوا يشربون الدم وأبوال البهائم، ويأكلون الروث، ولا يتطهرون من جنابة ولا يعرفون الحمامات، وكانت كنائس أوروبا تنظر إلى الاستحمام كأداة كفر وخطيئة، وكانوا يأكلون خراء قساوستهم ويخلطونه في طعامهم، ولا يغيرون ثيابهم إلا بعد أن تتسخ وتفوح منها الروائح الكريهة، وكان بعض ملوكهم يتبولون واقفين على الجدران، ولم يكن لديهم حمامات، وانتشر الطاعون في بلادهم لشدة قذارتهم.
كان الروم يتميزون بوحشية مفرطة، سواء في حربهم أم حتى في لهوهم، فقد كان الملوك والوزراء يستمتعون بمشاهدة افتراس الحيوانات للعبيد، وكان المجتمع مقسوما إلى طبقة الأحرار، وطبقة السادة، وطبقة العبيد التي كانت تشكل ضعف الأحرار من حيث العدد، ولم تكن لهذه الفئة العريضة أية حقوق، وإنما كان مصيرها بيد أسيادها.
أما في شبه الجزيرة العربية، فكان في المجتمع العربي طبقات وبيوت النبلاء ترى لنفسها فضلا على غيرها، وامتيازاً، فتترفع على الناس ولا تشاركهم في عادات كثيرة، وكانت طبقات مسخرة وطبقات سوقة وعوام، فكان التفاوت الطبقي من مسلمات المجتمع العربي، حتى في بعض مناسك الحج، فلا تقف بعرفات وتتقدم على الناس في الإفاضة والإجازة، وتنسأ الأشهر الحرم، وكان النفوذ والمناصب العليا والنسيء متوارثاً، يتوارثه الأبناء عن الآباء (النسئ هي شعيرة من شعائر العرب في الجاهلية كان يقوم بها بنو فقيم من قبيلة كنانة العدنانية من أهل الحرم المكي، حيث كانوا ينسأون الشهور على العرب فيحلون الشهر من الأشهر الحرم ويحرمون مكانه الشهر من أشهر الحل، ويؤخرون ذلك الشهر).
كان النسئ في بنو فقيم بن عدي بن عامر بن ثعلبة بن الحارث بن مالك بن كنانة بن خزيمة بن مدركة بن إلياس بن مضر. وكان "أبو ثمامة"، وهو "جنادة بن أمية الكناني" من نسأة الشهور على قبائل معد، وكان يقف عند "جمرة العقبة، ويقول: اللهم إني ناسئ الشهور وواضعها مواضعها ولا أعاب ولا "أحاب" أجاب: اللهم إني قد أحللت أحد الربيعين وحرمت ربيع المؤخر، وكذلك في الجمادين. ثم يقول: انفروا على اسم الله تعالى.
وقال عمير بن قيس بن جذل الطعان بن فراس بن غنم بن حجر بن ثعلبة بن مالك بن كنانة، يفخر بالنسيء:
ومن القوانين التي سنت لدى العرب، تخصية الزاني والعبد والمجنون، والتي أقرها مجموعة من القضاة، من ضمنهم تماضر اليشكرية، وعامر بن الظرب العدواني، وكان بعض القضاة رأى بوجوب قتل الزاني، ومن جملة من قال ذلك، القاضية صفية بنت حويرث اللحيانية. وقد وصف المؤرخ يوسابيوس القيصري (265 - 339م) تقاليد وأعراف العرب التي تحكم على الزناة بالموت، والمعاقبة بالجلد لكل من يسلك سلوك العهر.
وكانت المرأة في حواضر الحجاز تتولى القضاء وترث الأموال، ويحق لها خلع زوجها الذي عافته ونفرت منه، وكانت الكثير من القبائل العربية الحضرية ترفع من شأن المرأة، كقبائل كنانة وثقيف وعبس، ومن الأمثلة على مكانة المرأة العالية في بيئة الحاضرة: خديجة بنت خويلد التي كانت تاجرة مرموقة في مكة، ونتيلة النمر إحدى النساء الوجيهات اللواتي تولين كسوة الكعبة، ولبابة الثقفية وسهيمة الضمرية اللتان تصدرتا النوادي الأدبية في الطائف، وعبلة العبسية التي كان ابن عمها عنترة يبجلها ويحترمها، وإن كانت المرأة قبل ذلك تحكم البلاد مثل الملكة بلقيس، والملكة زبيبة، والملكة يثيعة، وغيرهن من ملكات العرب، وقد كان مجتمعا الحضر الحجازي والنجدي على السواء، تنتشر فيهما صفات النبل كالكرم والإجارة وغض البصر، والغزل العفيف، خاصة لدى كنانة وبني عبس. ومن أمثلة ذلك قول الفارس المشهور عنترة بن شداد:
وقول الصعلوك عروة بن الورد:
وقول الشاعرة الخنساء في رثاء أخيها صخر:
وعلى العكس من ذلك، كان المجتمع البدوي يحتقر المرأة وينظر لها نظرة دونية، إذ كان البدو لا يدينون بدين بسبب عزلتهم في البوادي وقلة احتكاكهم بالحواضر، فكانت كراهية الأنثى متفشية في أهل البادية (والبدو هم سكان البادية الذين يسكنون الخيام ويتنقلون من مكان إلى اخر طلبا للماء والكلأ، وقد أطلق العرب قديما على أهل البادية ألقابا كثيرة، منها: أهل الوبر، والرحل، والأعراب وهو لقب للبدو الذين جاوروا حواضر العرب وتنقلوا بديارهم وتحدثوا بلسانهم) والأعرابي هو المقيم في البادية ويسكن الخيام ولا يستقر في موضع معين، ويجاور حواضر العرب، والمجتمع البدوي بصفة عامة قائم على التنقل والترحال.

### دينيا

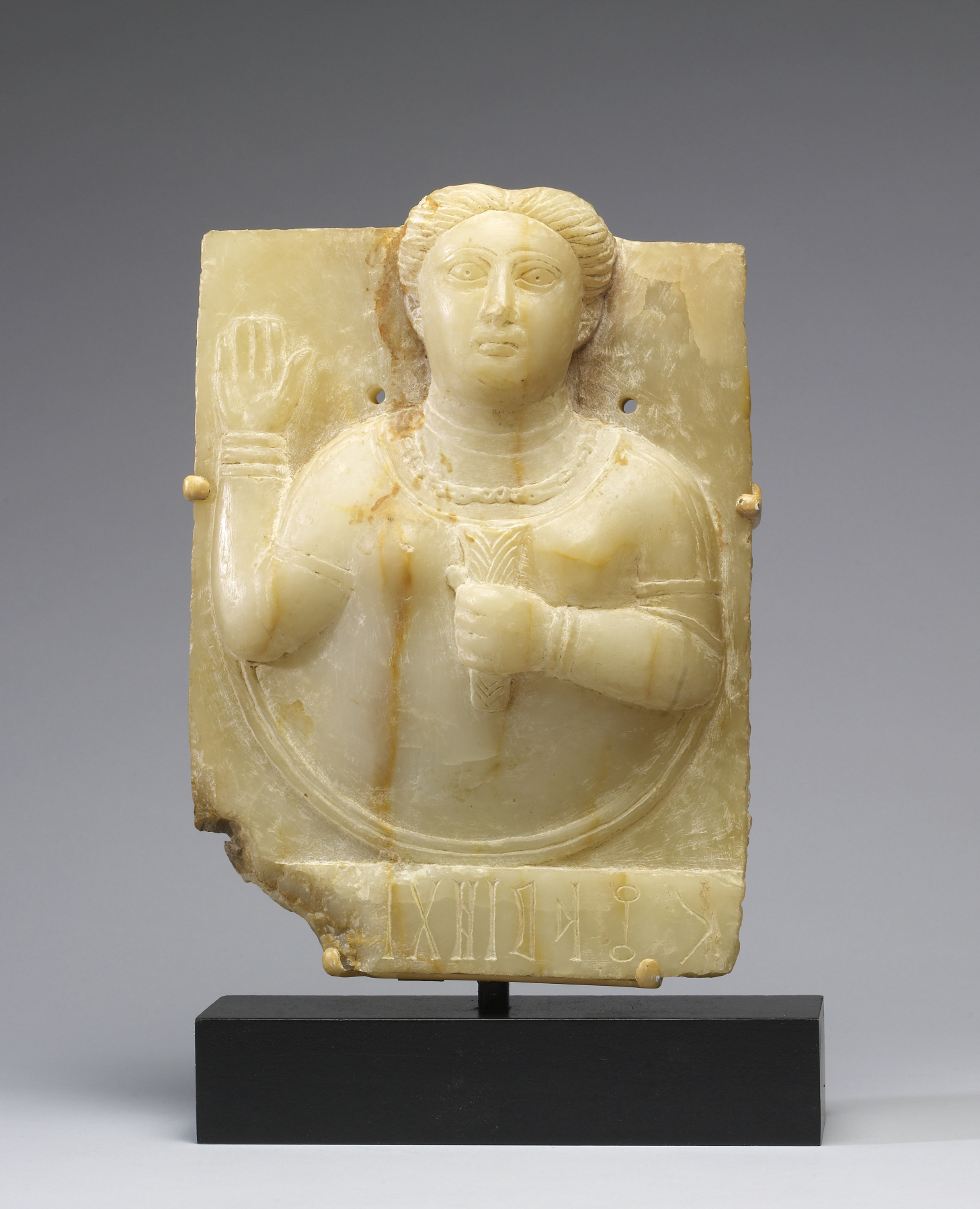
(تمثال من القرن الأول الميلادي) لكاهنة سبئية ترفع يدها للتوسط مع إلهة الشمس

كان أهل فارس على المجوسية وكانت الهتهم الرئيسية هي النار، فيصلون في معبد النار بحضور شكل من أشكالها، إذ تعتبر النار وسيطا تكتسب من خلاله البصيرة الروحية والحكمة، ويعتبر الماء مصدر تلك الحكمة، ويشار أيضا إلى النار والماء على أنهما الالهتان «أتار» و «أناهيتا» اللتان كرست شعائر وتراتيل العبادة من أجلهما. وكان أهل العراق في عمومهم منقسمين إلى مجوس وصابئة، وإن كان دين أهل الحيرة هو النسطورية (سميت هذه العقيدة باسم نسطور بطريرك القسطنطينية).
وفي بلاد الروم والحبشة كانت أكثريتهم على النصرانية، وعلى الرغم من أن النصرانية كانت دين ملوك الحبشة، إلا أن الوثنية كانت أيضا متواجدة في قبائل الحبشة (والوثنية هي تقديس الأصنام والأوثان).
في شبه الجزيرة العربية فكانت الديانات متعددة، وهي الحنيفية واليهودية والوثنية والمسيحية، وكانت متوزعة بين الأقاليم، فكانت بعض قبائل اليمن تدين باليهودية، والقبائل الأخرى تدين بالوثنية بما في ذلك تقديس الظواهر الطبيعية كالشمس والقمر والنجوم والكواكب، وكانت الملكة بلقيس وقومها من جملة من عبدوا الشمس وسجدوا لها، ومنهم من كان يعبد نجما يسمى: «الشعرى».
في نجران كانت قبيلة الحارث على المسيحية، وهي منسوبة إلى زعيم الطائفة النصرانية في نجران في أوائل القرن السادس الميلادي، وقد أعدم الحارث أثناء اضطهاد المسيحيين، من قبل الملك اليهودي «ذو نواس» في عام 520 ميلاديا.
أما في الحجاز فكانت أغلب القبائل العربية على الحنيفية، وكانت لهم شرائع وأعراف خاصة بهم، كتحريم أكل الميتة والزنا والخمر، ويوجبون الختان للذكر والأنثى، ويحرمون على الرجل الجمع بين أكثر من زوجتين، أسوة بإبراهيم. أما يهود الحجاز كبني قينقاع، وقريظة، والنضير، فلهم طرقهم وشرائعهم وقوانينهم، وكانت تقام بينهم وبين العرب الحنفاء مناظرات في سوق عكاظ. وكانت قبائل خزاعة قد مزجت بين اليهودية والوثنية، وكان من أشهر أصنامهم: اللات ومناة والعزى وهبل، وهي أسماء لنساء صالحات كان الوثنيون يقدسونها، لاعتقادهم أنها تقربهم إلى الله تعالى (لأن الله عظيم، فيجب باعتقادهم أن تكون هناك واسطة بين العبد وربه) وقد كان عمرو بن لحي الخزاعي هو أول من نصب هذه الأصنام في الحجاز، وإذا كان الأولون يعترفون لله بالألوهية والربوبية الكبرى، ويكتفون بالشفعاء والأولياء، فإن الاخرين يشركون الهتهم مع الله، ويعتقدون فيهم قدرة ذاتية على الخير والشر، والنفع والضر، والإيجاد والإفناء، مع معنى غير واضح عن الله كإله أعظم ورب الأرباب.

## العصبية القبلية
كانت العصبية القبلية هي مشكلة بعض القبائل، وكان أساسها جاهلياً تمثله الجملة المأثورة عن العرب: «انصر أخاك ظالماً أو مظلوماً» فكانوا يتناصرون ظالمين أو مظلومين، وكان الثأر يستعر ليطيل مدة الحرب من شهور إلى سنوات، وكانت المعارك تشب بين بعض القبائل لمختلف الأسباب سواء الاقتصادية مثل داحس والغبراء وحرب حليمة أو للحماية من اللصوص كيوم السلان أو للشرف أو لدفع الظلم (مثل حرب البسوس) مما يولد حروبا مستمرة توقدها نار الثأر. ومن وجوه العصبية القبلية لدى العرب، المعارك التي تقوم دفاعا عن الأنساب والأحساب، وتقدح شرارتها بسبب الزواج وتكافؤ النسب.

## وصلات خارجية
- أطلس المعلّقات.